# Erythroxylum caatingae
Erythroxylum caatingae är en tvåhjärtbladig växtart som beskrevs av T. Plowman. Erythroxylum caatingae ingår i släktet Erythroxylum och familjen Erythroxylaceae. Inga underarter finns listade i Catalogue of Life.